# トマス・ボーフォート (エクセター公)
エクセター公トマス・ボーフォート（Thomas Beaufort, Duke of Exeter, KG, 1377年頃 - 1426年12月31日頃）は、百年戦争期のイングランド軍司令官で、一時イングランド大法官であった。
父はイングランド王族のランカスター公ジョン・オブ・ゴーント、母は3番目の妻キャサリン・スウィンフォード。サマセット伯ジョン・ボーフォート、ヘンリー・ボーフォート枢機卿は同母兄、ウェストモーランド伯ラルフ・ネヴィル妃ジョウン・ボーフォートは同母妹であり、ランカスター朝を興したヘンリー4世は異母兄に当たる。

## 生涯
トマスはランカスター公ジョン・オブ・ゴーントと愛妾キャサリン・スウィンフォードとの間に生まれた4人の子供たちのうちの3番目の子であった。最初キャサリンの子供たちは嫡出子として認められなかったが、事実上1390年に、正式には1397年に従兄のイングランド王リチャード2世によって嫡出子として認められた。
政変によって1399年に異母兄ヘンリー4世が即位すると、翌1400年にガーター勲章を受勲した。その後、トマスは様々な軍歴を重ねていく（ラドロー城守（1402年）・北部方面艦隊提督（1403年）・カレー駐屯軍司令官（1407年）・北部および西部方面海域提督（1408年もしくは1409年））。この10年での最大の仕事は、1405年の北方の反乱に対する討伐軍の指揮を執ったことである。
1410年1月31日、ヘンリー4世の健康問題の悪化に伴って甥のヘンリー皇太子（後のヘンリー5世）が実質的に政権を担うと、トマスは宰相に相当する大法官に就任した。この務めを1412年1月5日に終えると軍務に戻り、同年にはドーセット伯に任ぜられた。
翌1413年にヘンリー4世が崩御してヘンリー5世が即位すると、トマスはアキテーヌ地方の代官に任命され、1415年のアルフルール包囲戦で陥落させたばかりのアルフルールの駐屯軍司令官に任命された。翌1416年はノルマンディー地方の代官としてノルマンディーで過ごした。同年、エクセター公に叙された。
1417年、ヘンリー5世はまだノルマンディーに滞陣していたが、エクセター公はスコットランド問題を解決するためにイングランドに帰国した。翌1418年、エクセター公は大軍を率いてノルマンディーに取って返し、エヴルー・イヴリー・ルーアン諸都市の包囲戦に参加した。1419年にルーアンが陥落するとルーアンの代官に就任し、多くの周辺諸都市を征服した。その集大成として、同年にルーアンとパリの中間にある要害であるガイヤール城を6ヶ月の包囲戦の後に奪取した。
この間、ヘンリー5世は獲得したノルマンディー地方にイングランド貴族を封爵する政策をとり、1418年にエクセター公はアルクール伯に列せられた。
1420年、トロワ条約締結のための交渉を手伝った。翌1421年、甥でヘンリー5世の弟のクラレンス公トマスが殺されたボージェの戦いで捕虜になったが、急死したヘンリー5世の遺言執行人の一人だったため、1422年にイングランドに戻った。以後は時々フランスで過ごす場合を除いて、エクセター公は大甥で幼君ヘンリー6世を補佐する統治評議会に努めたが、1426年に死去、子が無かったためエクセター公位は1代で消滅した。
エクセター公はマーガレット・ネヴィルという女性と結婚、1人だけ子供が生まれたが、ヘンリーと名付けられた息子は若いうちに亡くなった。この時期、ネヴィル姓の人物は王宮に溢れていたが、マーガレットは彼らとは別の、ランカシャーのハーンビィのトマス・ネヴィル卿の娘であった。

## 登場作品
- ウィリアム・シェイクスピアの史劇に登場する。
  - 『ヘンリー五世』
  - 『ヘンリー六世 第1部』

| 公職                    | 公職                                           | 公職                    |
| ----------------------- | ---------------------------------------------- | ----------------------- |
| 先代 トマス・アランデル | 大法官 Lord Chancellor 1410年 - 1412年         | 次代 トマス・アランデル |
| 先代 不明               | 海軍司令長官 Lord High Admiral 1413年 - 1426年 | 次代 ベッドフォード公   |
| イングランドの爵位      |                                                |                         |
| 先代 新設               | ドーセット伯 1412年 - 1426年                   | 次代 消滅               |
| 先代 新設               | エクセター公 1416年 - 1426年                   | 次代 消滅               |